# ミスターマジックネオ
『ミスターマジックネオ』は、2007年にサミーより開発、販売されたパチスロ機。保安通信協会（保通協）による型式名も同名。

## 概要
1992年に同社より発売された3-2号機｢ミスターマジック｣の後継機にあたる。
｢ミスターマジック｣はシングルボーナスの集中が搭載されていたが、5号機では小役の集中が禁止されているため、本機の出玉増加手段はボーナスのみのシンプルなつくりになっている。
7揃い、BAR揃いのBIG BONUSと、7･7･BAR揃い、BAR･BAR･7揃いのMIDDLE BONUSがある。

## 告知形式
基本的に、リール左下のランプが点灯したらボーナス確定となる。ランプが点灯するタイミングは様々で、第3停止後に点灯するパターンや、小役と同時当選している場合では、小役が揃ったゲームの次のベットで点灯する場合もある。

## 小役とボーナスの同時成立
本機では、すべての小役でボーナスとの同時成立が期待できる。
特に期待度が高いのは、リンゴ図柄とハット図柄となっている。

## 継承された｢スベリ｣
3号機の｢ミスターマジック｣では、ボーナスなどが成立した際はリールが非常に大きくすべる特徴がある（同時期に開発された3-1号機「アラジン2」も同様）。
5号機では、スベリを演出するのは目押しが必要なリンゴ図柄やハット図柄となっている。
また本機では、ボーナスが成立した際に、ボーナス図柄をできるだけ枠下段に引き込もうとする特徴を持つ（ただし、1枚または2枚かけによるプレイでは有効ラインは中段のみであるため、必ず中段に引き込む）。